# Overdrive (película)
Overdrive (conocida en España como La gran fuga) es una película francesa de acción y suspense dirigida por el colombiano Antonio Negret y escrita por Michael Brandt y Derek Haas. La película está protagonizada por Scott Eastwood, Freddie Thorp, Ana de Armas, y Gaia Weiss. La fotografía principal comenzó el 4 de enero de 2016 en París y Marsella, Francia.

## Argumento
Cuenta la historia de los apuestos y aventureros hermanos Andrew y Garrett,  que se dedican a robar coches de importantes marcas. Ambos viajan al sur de Francia en busca de nuevos retos, pero en su camino se topan con un peligroso criminal local que retrasa su hazaña.

## Reparto
- Scott Eastwood como Andrew.[1]
- Freddie Thorp como Garrett.[2]
- Ana de Armas como Stephanie.[3]
- Gaia Weiss como Devin.[4]
- Clemens Schick como Max Klemp.
- Joshua Fitoussi como León.
- Lester Makedonsky como Rémy.
- Anais Pedri como Clair.
- Simon Abkarian como Jacomo Morier.
- Moussa Maaskri como Panahi.

## Producción
El 12 de mayo de 2011, se anunció que Pierre Morel iba a producir la película de acción y suspense Overdrive, y que Antonio Negret iba a dirigir la película basada en el guion de Michael Brandt y Derek Haas, quien también iba a producir la película. Sentient Pictures iba a producir la película. El 1 de septiembre de 2015, también se anunció que Christopher Tuffin produciría la película. En noviembre de 2015, Kinology vendió los derechos internacionales de la película a varios compradores. Alex Pettyfer, Matthew Goode, Garrett Hedlund, Jamie Bell, Karl Urban, Ben Barnes, Emilia Clarke, y Sam Claflin fueron colocados por separado en varios puntos durante el desarrollo.
La fotografía principal de la película comenzó el 4 de enero de 2016 en París y Marsella, Francia.